# 莫庫巴區
16°51′S 36°59′E / 16.850°S 36.983°E
莫庫巴區（葡萄牙語：Mocuba），是莫桑比克的行政區，位於該國中東部，由贊比西亞省負責管轄，首府設於莫庫巴，面積8,803平方公里，2007年人口300,628，人口密度每平方公里34.2人。